# Laurent Mazas
Pour les articles homonymes, voir Mazas.
Pas d'image ? Cliquez ici

a Compétitions nationales et continentales officielles uniquement.

b Matchs officiels uniquement.
Dernière mise à jour le 20 août 2012.
Laurent Mazas, né le 19 décembre 1970 à Villefranche-de-Lauragais, est un joueur international français de rugby à XV évoluant au poste de demi d'ouverture ou demi de mêlée.

## Biographie
Dans le civil, Laurent Mazas est professeur de mathématiques au lycée Paul Bert de Bayonne.
Il commence sa carrière à Villefranche-de-Lauragais en première division.
À l'époque, le Championnat championnat disputé par 80 clubs groupés initialement en seize poules de cinq. Les deux premiers de chaque poule (soit 32 clubs) forment alors le groupe A et se disputent le Bouclier de Brennus. Les autres forment alors le groupe B et après une première phase de brassage, le club 2e de son groupe rejoint l'élite qu'il découvre donc en 1989. 
Après deux saisons en groupe B, il signe à l'US Colomiers ou il joue pendant cinq saisons. C'est sous le maillot columérins qu'il est champion du monde universitaire en 1992 puis est sélectionné une première fois avec le XV de France le 14 novembre 1992 contre l'équipe d'Argentine.
Avec Colomiers, il est le meilleur réalisateur du championnat de France en 1996 avec 288 points.
Pour la saison 1996-1997, il rejoint Biarritz qui vient de retrouver l'élite. Il est célèbre pour avoir offert au Biarritz olympique le titre de champion de France en 2002 en passant un drop victorieux en toute fin de prolongation.
Lors de la saison 2008-2009, il devient entraîneur de l'US Dax aux côtés de Thomas Lièvremont.
À partir de la saison 2015-2016, il intègre le staff du Biarritz olympique pour entraîner les jeunes du centre de formation et conseiller les buteurs de l'équipe première .

## Palmarès
- Championnat de France de première division :
  - Champion (2) : 2002 et 2005
- Coupe de France :
  - Vainqueur (1) : 2000
- Coupe de la Ligue :
  - Finaliste (1) : 2002

## Statistiques en équipe nationale
- 2 sélections
- Sélections par année : 1 en 1992 et 1 en 1996

Il est champion du monde universitaire en 1992. Il compte deux sélections avec le XV de France : le 14 novembre 1992 contre l'équipe d'Argentine contre l'équipe d'Afrique du Sud le 30 novembre 1996. 
Le 6 novembre 1996, il est invité avec les Barbarians français pour jouer contre Cambridge en Angleterre. Les Baa-Baas s'imposent 76 à 41. Le 23 novembre 1996, il joue de nouveau avec les Barbarians français contre l'Afrique du Sud à Brive-la-Gaillarde. Les Baa-Baas s'imposent 30 à 22.